# Laura Gil
Laura Gil (ur. 24 kwietnia 1992 w Murcji) – hiszpańska koszykarka, wicemistrzyni olimpijska i świata oraz mistrzyni Europy.

## Osiągnięcia

### Reprezentacja
- Uczestniczka igrzysk olimpijskich (2024 – 5. miejsce)[1]

## Kariera reprezentacyjna
Debiut w barwach hiszpańskich zaliczyła w 2013. Z reprezentacją kraju wzięła udział w dwóch igrzyskach olimpijskich: w Rio de Janeiro w 2016, gdzie wywalczyła srebrny medal i w Tokio w 2021, gdzie Hiszpanki były 6.
Ponadto razem z reprezentacją zdobyła wicemistrzostwo świata w 2014 oraz brązowy medal mistrzostw świata w 2018. Dwukrotnie zostawała mistrzynią Europy (w 2017 i 2019).

## Życie prywatne
Studiowała psychologię na Universidad Católica San Antonio de Murcia.